# Le sedicenni (film 1949)
Le sedicenni (Rendez-vous de juillet) è un film del 1949 diretto da Jacques Becker, presentato in concorso al 3º Festival di Cannes.

## Trama
I problemi amorosi e le aspirazioni professionali di un gruppo di giovani nella Parigi del dopoguerra tra la preparazione di una spedizione africana, le prove in teatro, e le serate nei cabaret di jazz...

## Riconoscimenti
- 1949 - Premio Louis-Delluc
- 1950 - Premio Méliès